# Benet de Tocco
Benet de Tocco (Napels, 1510 – Montserrat, 1585) was de 69ste president van de Generalitat de Catalunya in Catalonië. Hij werd geboren onder de naam Marco Antonio Tocco. Hij week uit van Napels naar Montserrat. Als president van het Generalitat vervulde hij twee mandaten, van 1569 tot 1572 als opvologer van Francesc Giginta en in 1569 als opvolger van Pere Oliver de Boteller i de Riquer Hij was afkomstig uit Napels, uit het huis Epirus.